# یواس‌اس یارنال (دی دی-۱۴۳)
یواس‌اس یارنال (دی دی-۱۴۳) (به انگلیسی: USS Yarnall (DD-143)) یک کشتی بود که طول آن ۳۱۴ فوت ۴ ۱⁄۲ اینچ (۹۵٫۸۲۲ متر) بود. این کشتی در سال ۱۹۱۸ ساخته شد.